# العلاقات المالية النيبالية
العلاقات المالية النيبالية هي العلاقات الثنائية التي تجمع بين مالي ونيبال.

## مقارنة بين البلدين
هذه مقارنة عامة ومرجعية للدولتين:
| وجه المقارنة                                              | مالي            | نيبال                             |
| --------------------------------------------------------- | --------------- | --------------------------------- |
| المساحة (كم2)                                             | 1.24 مليون      | 147.18 ألف                        |
| عدد السكان (نسمة)                                         | 18.54 مليون     | 29.40 مليون                       |
| الكثافة السكانية (ن./كم²)                                 | 14.95           | 199.76                            |
| العاصمة                                                   | باماكو          | كاتماندو                          |
| اللغة الرسمية                                             | لغة فرنسية      | اللغة النيبالية                   |
| العملة                                                    | فرنك غرب أفريقي | روبية نيبالية                     |
| الناتج المحلي الإجمالي (بليون دولار)                      | 15.29 مليار     | 24.47 مليار                       |
| الناتج المحلي الإجمالي (تعادل القوة الشرائية) بليون دولار | 35.69 مليار     | 70.20 مليار                       |
| الناتج المحلي الإجمالي الاسمي للفرد دولار أمريكي          | 724             | 743                               |
| الناتج المحلي الإجمالي للفرد دولار أمريكي                 | 1.60 ألف        | 2.37 ألف                          |
| مؤشر التنمية البشرية                                      | 0.419           | 0.548                             |
| رمز المكالمات الدولي                                      | +223            | +977                              |
| رمز الإنترنت                                              | .ml             | .np                               |
| المنطقة الزمنية                                           | 00              | UTC+05:45، التوقيت الموحد لنيبال ‏ |

## منظمات دولية مشتركة
يشترك البلدان في عضوية مجموعة من المنظمات الدولية، منها:
| علم المنظمة | اسم المنظمة                                                | تاريخ انضمام مالي | تاريخ انضمام نيبال |
| ----------- | ---------------------------------------------------------- | ----------------- | ------------------ |
|             | مؤسسة التنمية الدولية                                      | 27 سبتمبر 1963    | 6 مارس 1963        |
|             | يونسكو                                                     | 7 نوفمبر 1960     | 1 مايو 1953        |
|             | مؤسسة التمويل الدولية                                      | 9 مايو 1978       | 7 يناير 1966       |
|             | منظمة حظر الأسلحة الكيميائية                               | ?                 | ?                  |
|             | الأمم المتحدة                                              | 28 سبتمبر 1960    | 14 ديسمبر 1955     |
|             | منظمة الشرطة الجنائية الدولية                              | ?                 | ?                  |
|             | البنك الدولي للإنشاء والتعمير                              | 27 سبتمبر 1963    | 6 سبتمبر 1961      |
|             | الاتحاد البريدي العالمي                                    | ?                 | ?                  |
|             | المركز الدولي لتسوية المنازعات الاستشارية                  | 2 فبراير 1978     | 6 فبراير 1969      |
|             | وكالة ضمان الاستثمار متعدد الأطراف                         | 22 أكتوبر 1992    | 9 فبراير 1994      |
|             | العملية المشتركة للاتحاد الأفريقي والأمم المتحدة في دارفور | ?                 | ?                  |
|             | منظمة التجارة العالمية                                     | ?                 | ?                  |
|             | الفريق المعني برصد الأرض                                   | ?                 | ?                  |

## وصلات خارجية
- موقع وزارة الخارجية النيبالية